# José Galiay Sarañana
José Galiay Sarañana (Tamarite de Litera, 14 de marzo de 1880-Zaragoza, 31 de julio de 1952) fue un médico radiólogo, fotógrafo y dibujante español, estudioso del arte y la arqueología.

## Biografía
Nació el 14 de marzo de 1880. De familia acomodada. Su padre Francisco Galiay Angás (Ballobar, 1838-1888) ejercía de juez en Tamarite de Litera cuando él nació. Tras la muerte de su padre, se trasladó con su madre y sus tres hermanos a Zaragoza donde residía la familia de su madre, María Sarañana. En Zaragoza continua sus estudios, primero en el instituto y después en la facultad de Medicina, compaginándolos con su vocación artística que desarrolla en la Escuela Industrial de Artes y Oficios de Zaragoza. En el campo de la medicina se especializa en radiología, campo afín a su afición por la fotografía.

## Trayectoria profesional
Destacó en todas las facetas profesionales de su vida. Pionero de la radiología en Aragón, con consulta propia en la ciudad de Zaragoza. Fundó, con variado éxito, distintas publicaciones sobre arte, arqueología o arquitectura en Aragón, con predilección sobre el arte mudéjar. En el campo de la arqueología, dirigió entre otras las excavaciones del yacimiento de Los Bañales de Uncastillo. Director del Museo Provincial de Zaragoza entre 1930 y 1952. Comisario de Excavaciones Arqueológicas y de Zona del Patrimonio Artístico. Como fotógrafo, creó el Fichero de Arte Aragonés (actualmente en el Archivo Histórico Provincial de Zaragoza).

## Obras
- 1936 Prehistoria aragonesa
- 1941 Una casa en Gallica Flavia
- 1943 Las excavaciones de Los Bañales
- 1946 Prehistoria de Aragón
- 1946 La dominación romana en Aragón
- 1950 Arte mudéjar aragónés[6]

## Condecoraciones
- Condecorado con la Orden de Alfonso X el Sabio